# François Chaplin
Pour les articles homonymes, voir Chaplin.
François Chaplin est un pianiste français né à Paris.

## Formation et carrière
François Chaplin , pianiste français naît à Paris dans une famille de peintres dont son trisaïeul, Charles Chaplin (peintre et graveur français) ainsi qu'Elisabeth Chaplin, artiste peintre post-impressionniste franco-toscane.
Il commence le piano à sept ans et étudie le piano auprès du bulgare Ventsislav Yankoff au Conservatoire national supérieur de musique de Paris  ainsi que la musique de chambre avec Jacqueline Robin où il obtient ses 1er prix de piano et en musique de chambre en 1987.
En 1988, il étudie avec Catherine Collard et rentre en cycle de perfectionnement dans la classe de Jean-Claude Pennetier.
François Chaplin mène une carrière internationale et il est l’invité du Wigmore Hall à Londres, du Théâtre des Champs Elysées, de la Philharmonie de Saint-Pétersbourg, Art Gallery de Washington (USA), etc. Il est invité en soliste à Tokyo, Berlin, Moscou, Saint-Pétersbourg, Riga, Paris, Almaty, Mexico et par de nombreux orchestres, comme l’Orchestre National de Lille, l’orchestre philharmonique de Saint-Pétersbourg, le Japan Philharmonic Orchestra, l’Ensemble Orchestral de Paris, l’Orchestre National de Lorraine, l’Orchestre Colonne, etc. Il participe régulièrement à de nombreux festivals prestigieux comme La Roque-d’Anthéron, le Festival de Saint-Bertrand-de-Comminges, les Rencontres internationales de Nohant (Chopin), le Festival de Pontlevoy, Les Flâneries Musicales de Reims, Piano en Valois, le Festival Chopin à Paris Bagatelle, le Festival international de Cervantino au Mexique, le Festival international de Yokohama au Japon.
François Chaplin, joue en musique de chambre, avec le Quatuor Talich, le Quatuor Voce, le quatuor Hermès, le quatuor Hanson, le violoncelliste François Salque et avec les clarinettistes Romain Guyot, Pierre Génisson ainsi qu'avec la mezzo-soprano Karine Deshayes.
François Chaplin, titulaire du CA de professeur de piano depuis 1992, enseigne le piano et la musique de chambre au Conservatoire National de région de Versailles (classes de licence, master et CPES) et donne des classes de maître en France et à l'étranger.
Le répertoire de l'artiste est large et comprend des enregistrements de Chopin (Nocturnes, ballades, barcarolle), Scriabine (intégrale des Mazurkas), CPE Bach (choix de sonates), Mozart (concertos) et bien sûr Debussy, dont il a enregistré l'intégrale de l'œuvre pour piano, ainsi que les œuvres pour deux pianos et à quatre mains (avec Philippe Cassard). En 2017, Il enregistre un disque Mozart, les concertos n°23 et n°24 avec l'Orchestre Victor-Hugo Franche-Comté, sous la direction du chef, Jean-François Verdier.
Un album consacré à Brahms, ses derniers opus (117,118,119 et les rhapsodies opus 79) est paru en 2019 chez Aparté et l'intégrale des valses de Chopin vient de paraître en janvier 2022 chez Aparté.

## Prix
- 1989 : Prix Mozart et Robert Casadesus au Concours international de Cleveland (États-Unis).
- 1987 : 1er Prix de piano au Conservatoire National Supérieur de Musique de Paris (1er nommé à l'unanimité - Prix Monique de La Bruchollerie)

## Discographie

### Seul
- CPE Bach, Sonates Wq. 61 no 1, Wq. 62 no 16, Wq. 65 nos 22, 30, 37, Wq. 70 no 1 ; Rondo Wq. 61 no 1 (septembre 1996, Naxos 8.553640) (OCLC 665064579). Récompensé par le magazine BBC (Londres)
- Scriabine, Intégrale des mazurkas ; Études nos 11 et 12 (Evidence Classics EVCD006) (OCLC 902684768), (BNF 44344186). DIAPASON OR (magazine Diapason)
- Schumann, Kreisleriana, Scènes d'enfants (novembre 2002, Pierre Vérany PV703081) (OCLC 658917713)
- Debussy, Intégrale de l'Œuvre pour piano - 6ème volume avec Jean Piat, récitant (2000/2007, 6CD Pierre Verany PV707091/6)[7] (OCLC 644278187), (BNF 41108177). 4ème et 5ème vol récompensés par ffff de Télérama, 2ème vol par un DIAPASON D'OR et par le magazine BBC (Londres)
- Debussy, avec Philippe Cassard (juillet 2011, Decca 476 4813) (OCLC 817521319)
- Chopin, Ballades, Barcarolle (février 2007, Arion ARN 68751) (OCLC 658803097), (BNF 41108175). Récompensé par 5 Diapasons (chronique d'Alain Lompech)
- Chopin, Nocturnes (21 septembre-2 octobre 2009, 2CD Zig-Zag Territoires ZZT 100203.2) (BNF 42164119). Récompensé par ffff Télérama et coup de cœur piano Magazine
- Schubert, Impromptus (23-26 juin 2014, Aparté AP101) (BNF 44344366). Récompensé par ffff de Télérama
- Mozart, Concertos Kv 414 et 413 (version quatuor à cordes et piano) - avec le Quatuor Debussy (novembre 2005, Arion ARN 68718) (BNF 40139652)
- Mozart, Concertos nos 23 et 24 K.448 et KV 491  - François Chaplin, piano ; Orchestre Victor-Hugo Franche-Comté, dir. Jean-François Verdier (18-19 février 2017, Aparté AP160)[8] (BNF 45374031)
- Poulenc, L'Œuvre pour deux pianos et 4 mains (dans l'intégrale de la musique de chambre vol. 3) — avec Alexandre Tharaud (octobre 1995, Naxos) (OCLC 45420678)
- Brahms, Klavierstücke op. 117, 118, 119 et les 2 Rhapsodies op. 79 (Aparté juin 2019)[9]. Récompensé par 5 Diapasons, Award Magazine Grammophone (Londres)
- Chopin , Intégrale des Valses (19) Aparté janvier 2022, récompensé par 5 diapasons, ffff de Télérama, 5 Classica

### En duo
- Poulenc, L'Œuvre pour deux pianos et 4 mains (dans l'intégrale de la musique de chambre vol. 3) — avec Alexandre Tharaud (octobre 1995, Naxos) (OCLC 45420678)
- Debussy, avec Philippe Cassard (juillet 2011, Decca 476 4813) (OCLC 817521319)

### Concertos
- Mozart, Concertos nos 11 et 12 KV 413 et KV 414 (version quatuor à cordes et piano) - avec le Quatuor Debussy (novembre 2005, Arion ARN 68718) (BNF 40139652)
- Mozart, Concertos nos 23 et 24 K.448 et KV 491  - François Chaplin, piano ; Orchestre Victor-Hugo Franche-Comté, dir. Jean-François Verdier (18-19 février 2017, Aparté AP160)[8] (BNF 45374031) — Cadence originale de François Chaplin dans le premier mouvement du concerto no 24.